# Parador de Ávila
El Parador de Turismo de Ávila es un establecimiento hotelero de 4 estrellas, perteneciente a la empresa pública española Paradores de Turismo, situado en la ciudad castellanoleonesa de Ávila en el casco histórico de la ciudad, frente a la plaza de Concepción Arenal. A unos 115 km al norte de Madrid.

## Historia
El Parador de Turismo de Ávila fue construido en 1966 en el antiguo palacio del marqués de San Juan de Piedras Albas o marqués de Benavides, uno de los muchos palacios adosados a la muralla ya que en esa época estos palacios formaban parte de las defensas de la ciudad al igual que ocurría con muchos otros castillos. Fue construido en el siglo XVI en el estilo típico de las casas señoriales del renacimiento castellano, en sillarejo y mampostería de granito. A lo largo de los siglos ha sufrido numerosas reformas y reconstrucciones, por lo que de su trazado original solo se conserva parte del patio y la escalera.
A lo largo de su historia ha sido casa del corregidor de Ávila, Juan de Henao, posteriormente fue ocupada por la familia de los Sarmiento. A finales del siglo XIX, el IX marqués de Benavites, mandó construir el actual torreón para albergar su gran biblioteca. Desde 1959, es la sede del Parador de Turismo de Ávila, cuando el Ministerio de Educación Nacional cedió el edificio a la Diputación de Ávila y esta al Ministerio de Información y Turismo. En 1966, se inauguró por el entonces ministro de Información y Turismo, Manuel Fraga. Las obras se llevaron a cabo por el arquitecto Manuel Sainz de Vicuña con un coste de 27 millones de pesetas, según los diarios de la época. En la década de 1990, el parador fue ampliado con un edificio anexo, ampliación que se hizo respetando el estilo señorial del antiguo palacio.